# Hyalobathra phoenicozona
Hyalobathra phoenicozona là một loài bướm đêm trong họ Crambidae.